# Petr Brandl
Petr Brandl (Peter Johannes Brandl sau Jan Petr Brandl; n. 24 octombrie 1668, Praga, Regatul Boemiei – d. 24 septembrie 1735, Kutná Hora, Boemia Centrală, Cehia) a fost un pictor ceh din perioada Barocului târziu, faimos la timpul său, dar – din cauza izolării țării în spatele Cortinei de Fier – uitat până de curând. El era de origine austriacă și vorbitor de limbă germană în bilingvul Regat al Boemiei. Mama lui provenea dintr-o familie de țărani cehi, care a trăit în Přestanice (un sat din Boemia, acum parte a localității Hlavňovice). Potrivit Grove Dictionary of Art și altor surse, Brandl s-a născut într-o familie de meșteșugari (tatăl său pare să fi fost meșteșugar aurar) și și-a făcut ucenicia în perioada 1683-1688 cu Kristián Schröder (1655-1702).
Picturile lui Brandl se caracterizează printr-un clar-obscur puternic, folosirea tehnicii impasto și redarea foarte plastică a unor figuri dramatice. Galeria Națională din Praga are o sală întreagă dedicată lucrărilor artistului, inclusiv minunatul „Bust al unui apostol” realizat înainte de 1725.
Artistul este un strămoș îndepărtat al pictorului austriac contemporan Herbert Brandl și al pictorului americano-elvețian contemporan Mark Staff Brandl.
Imaginea sa a fost reprezentată pe bancnota de 500 de coroane emisă la 24 februarie 1942 de Banca Națională pentru Boemia și Moravia și care a circulat în perioada 1942-1945 în Protectoratul Boemiei și Moraviei, teritoriu autonom al Germaniei Naziste.

## Galerie

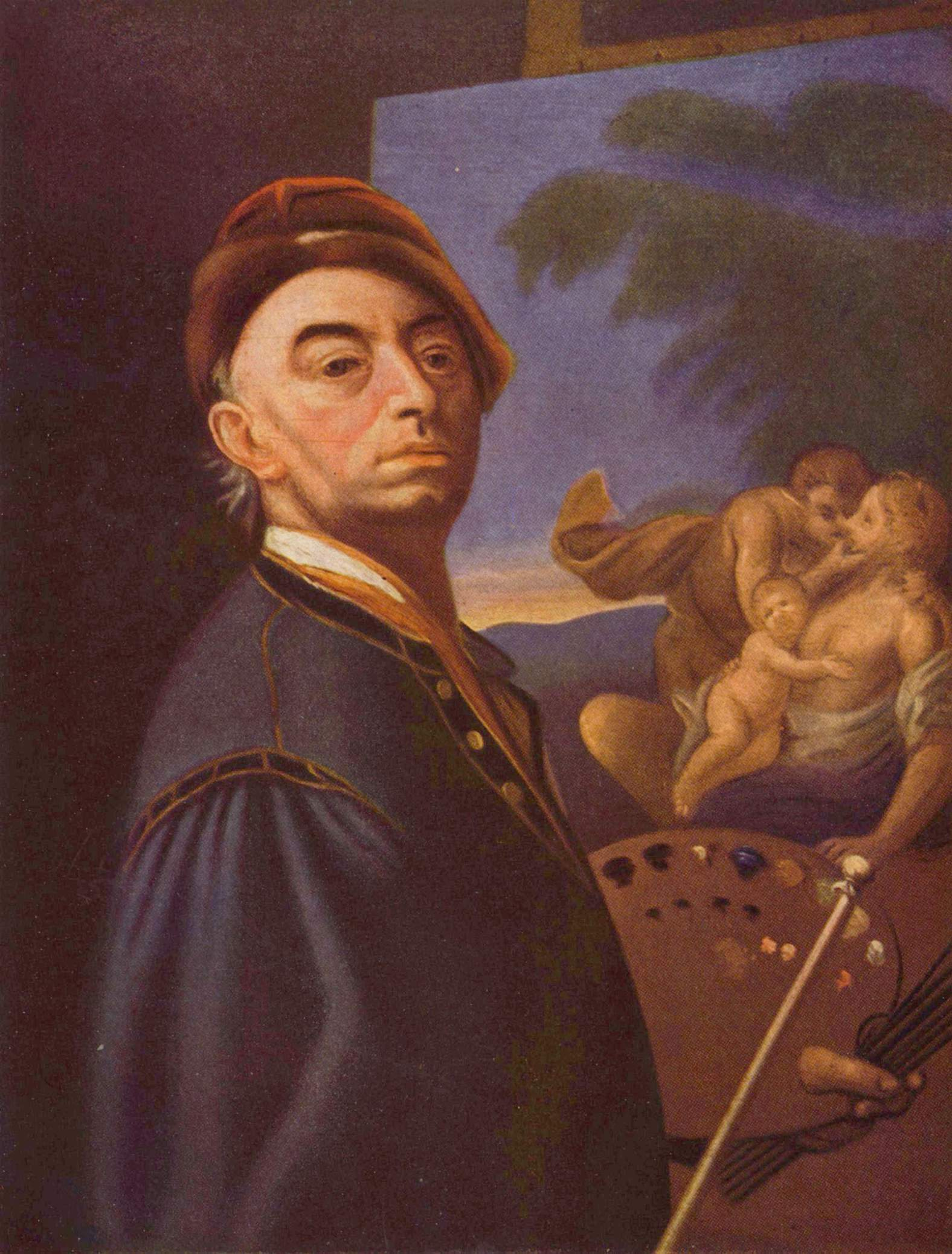
Portretul lui Petru Brandl, c. 1720
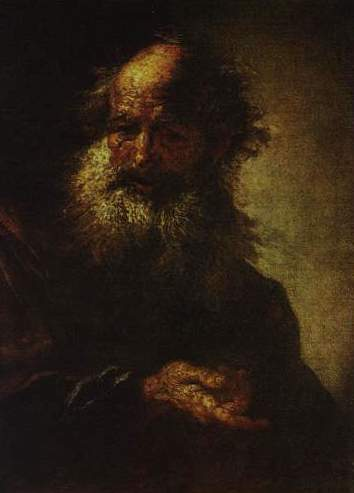
Apostol
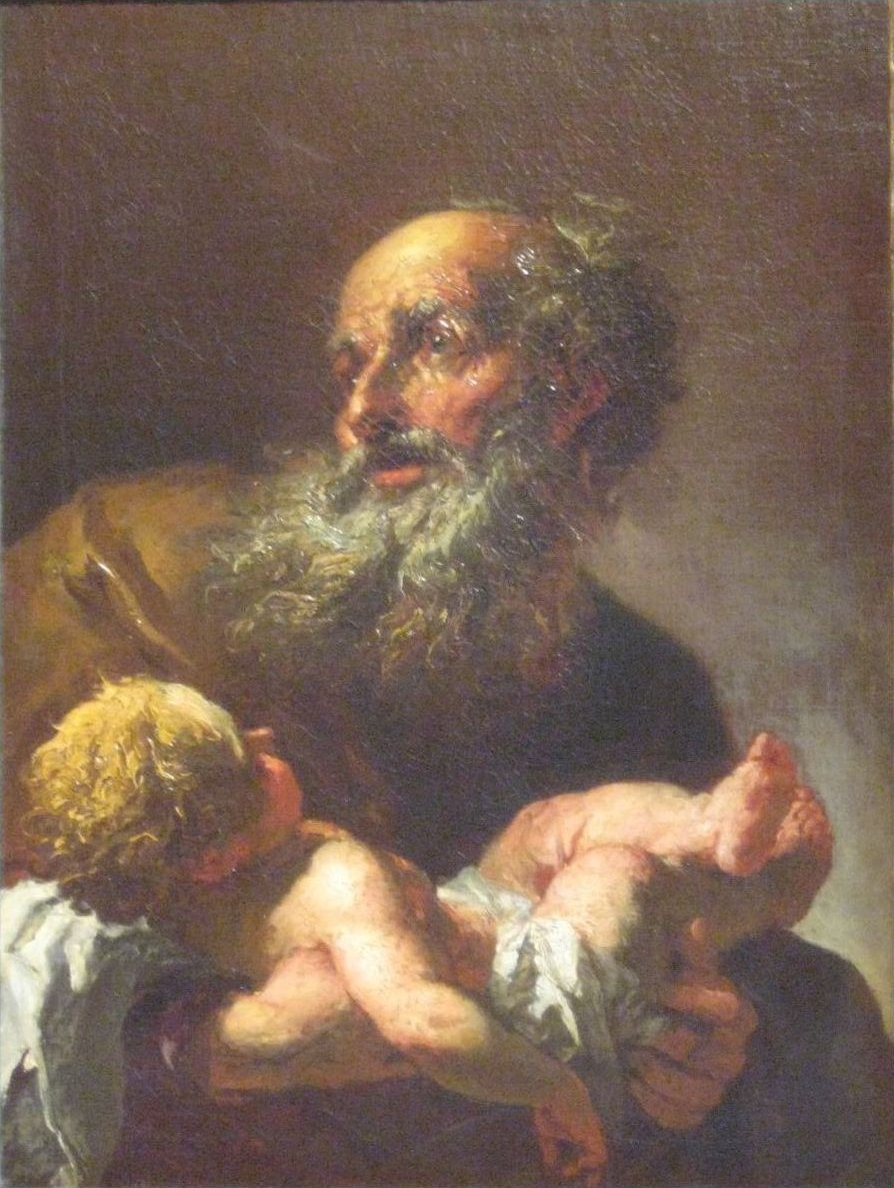
Simeon cu Pruncul Isus, după 1725
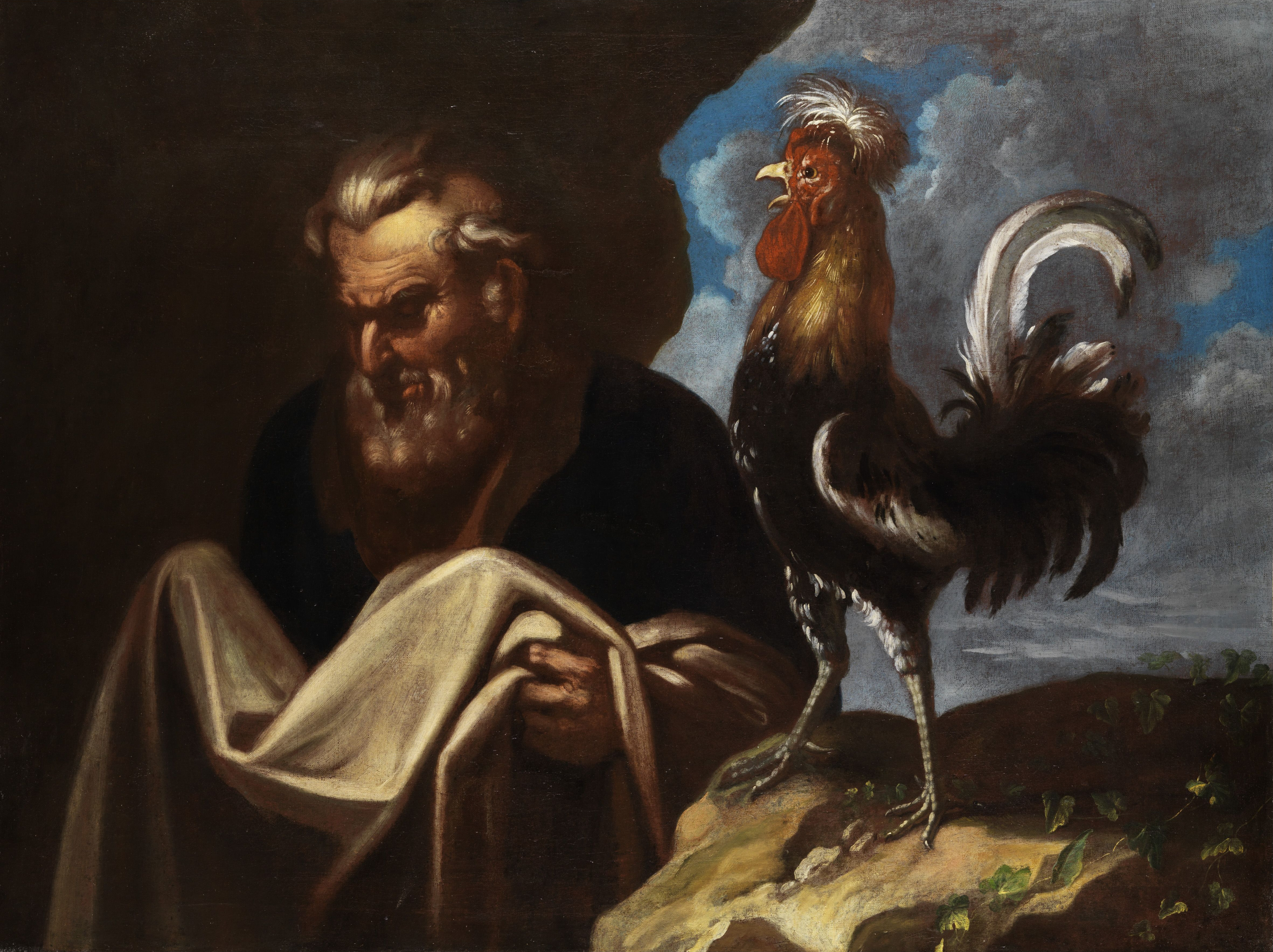
Cocoșul Sf. Petru (atribuită lui Brandl)
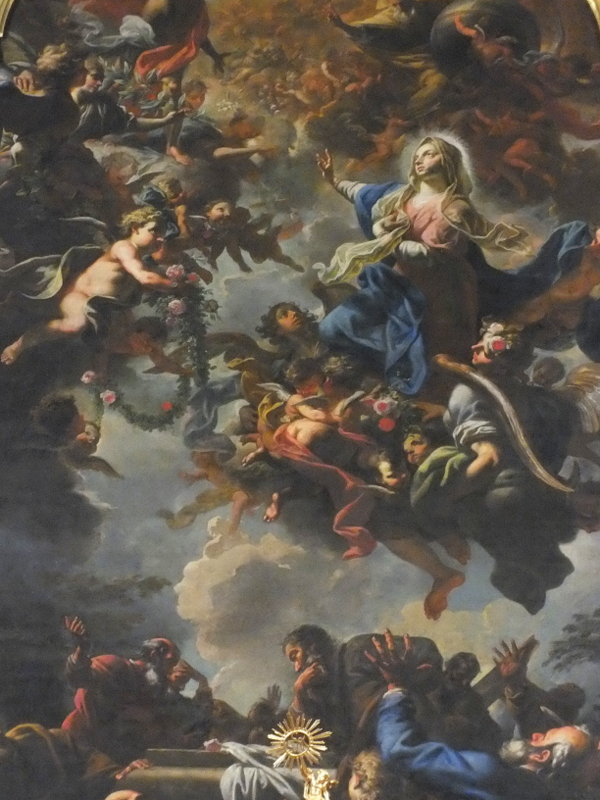
Adormirea Maicii Domnului
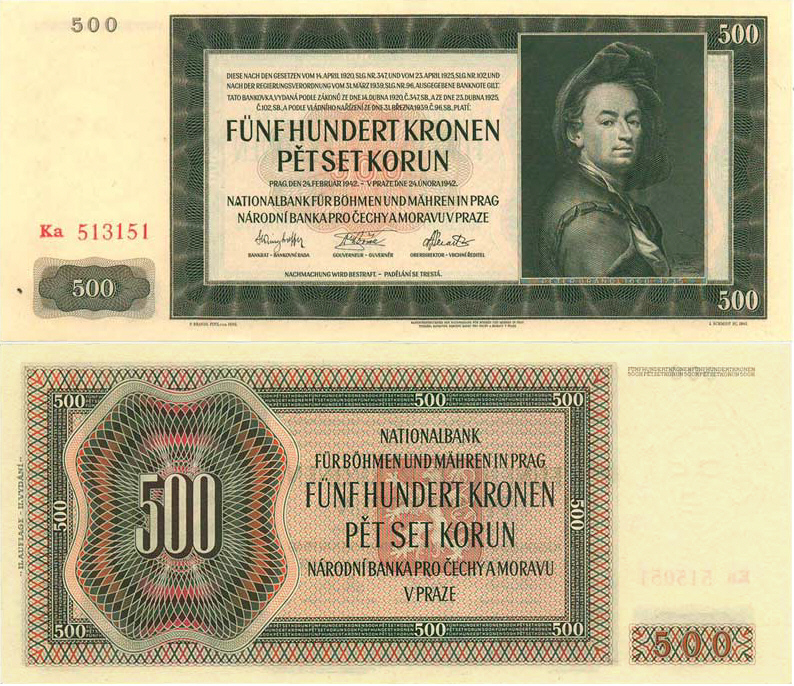
Bancnota de 500 de coroane care a circulat în perioada 1942-1945 în Protectoratul Boemiei și Moraviei